# Deutsche Pfandbriefbank
Die Deutsche Pfandbriefbank AG (werbliche Kurzbezeichnung pbb) ist ein deutsches Kreditinstitut mit Sitz in Garching bei München. Seit dem 22. Juni 2020 ist die Deutsche Pfandbriefbank Mitglied des SDAX.

## Geschichte
Die Deutsche Pfandbriefbank AG ist aus der Fusion verschiedener Handelsbanken und Hypothekenbanken hervorgegangen. Gründungsinstitut war am 12. April 1869 die Bayerische Handelsbank AG (später umfirmiert zuerst in HVB Real Estate Bank AG, später in Hypo Real Estate Bank AG), auf welche ab 2001 die Nürnberger Hypothekenbank AG und die Süddeutsche Bodencreditbank AG verschmolzen wurden. Nach Übernahme der Hypo Real Estate Bank International AG (die zuvor umfirmierte Württembergische Hypothekenbank AG) und deren Verschmelzung wurde aus dem erworbenen Konzern der DEPFA die Depfa Bank auf die Hypo Real Estate Bank AG verschmolzen. Die Hypo Real Estate Bank AG wurde 2009 in Deutsche Pfandbriefbank AG umfirmiert. Die Deutsche Pfandbriefbank AG gehört damit als umfirmierte Bayerische Handelsbank zu den ältesten existierenden Banken in Deutschland. Die Gründungsdokumente werden im Bayerischen Hauptstaatsarchiv in München verwahrt (BayHStA, MF 58455).
Nach der staatlichen Rettung in der Finanzkrise ab 2007 musste die Hypo Real Estate Holding AG die Deutsche Pfandbriefbank auf Geheiß der EU-Kommission bis 2015 privatisieren. Der Börsengang der pbb an die Frankfurter Wertpapierbörse fand am 16. Juli 2015 statt.
Der Vermögensverwalter MainFirst meldete einige Tage später einen Anteil von 5,1 Prozent, Lancaster Investment Management einen Anteil von 4,83 Prozent der Aktien der pbb. Die Bundesrepublik Deutschland war über die HRE mit 20 Prozent größter Einzelaktionär, bis dieser Anteil im Mai 2018 auf 3,5 Prozent verringert wurde. Im August 2021 wurde bekannt, dass der restlich verbliebene Aktienanteil des Bundes in Höhe von 3,5 Prozent kursschonend verkauft wird.

## Geschäftsbereiche
Die Deutsche Pfandbriefbank ist eine deutsche Spezialbank für Immobilienfinanzierung und öffentliche Investitionsfinanzierung. Sie refinanziert sich durch Einlagengeschäfte (Festgeld und Tagesgeld) und durch das Emittieren von Pfandbriefen. Bereits die Bayerische Handelsbank war ab dem 3. Mai 1871 zur Herausgabe von grundrechtlich gesicherten Obligationen berechtigt.

## Standorte
Die Deutsche Pfandbriefbank AG hat ihren Hauptsitz in Garching bei München und inländische Niederlassungen in Eschborn, Berlin, Düsseldorf und Hamburg.
Niederlassungen im Ausland befinden sich in Paris, London, Stockholm, Madrid, Amsterdam und New York.